# Aloguinsan, Cebu
Aloguinsan là một đô thị hạng 4 của tỉnh Cebu, Philippines. Theo điều tra dân số năm 2007, đô thị này có dân số 26.164 người.

## Các đơn vị dân cư
Aloguinsan được chia thành các đơn vị hành chính gồm 15 khu dân cư (khu phố) (barangay).
- Angilan
- Bolo
- Bonbon
- Esperanza
- Kandingan
- Kantabogon
- Kawasan
- Olango
- Poblacion
- Punay
- Rosario
- Saksak
- Tampa-an
- Toyokon
- Zaragosa